# Eudoro Vargas Gómez
Eudoro Vargas Gómez (Mercedes, 3 de enero de 1878 - Corrientes, 30 de enero de 1946) fue un político argentino de la Unión Cívica Radical, que ejerció como Ministro de Agricultura y Ganadería en el año 1922, durante la presidencia de Hipólito Yrigoyen.

## Biografía
Cursó sus estudios en el Colegio Nacional de Corrientes, que culminó en Asunción, en Paraguay. Junto al coronel Ángel Saturnino Blanco, fundó la Unión Cívica Radical de Corrientes y durante años trabajó como gestor ante los tribunales y como periodista, publicando artículos en los periódicos locales.
Se trasladó a Buenos Aires, donde rindió exámenes de la carrera de abogacía de la Universidad de Buenos Aires y colaboró con el gobierno radical de Hipólito Yrigoyen. A fines de 1919 fue nombrado embajador en el Paraguay; el 27 de diciembre de ese año estaba viajando hacia su destino diplomático cuando el vapor "Guarany" en que viajaba se incendió y naufragó frente a la ciudad de Corrientes; estuvo a punto de perder la vida.
Meses más tarde se hizo cargo de la embajada, pero en septiembre de 1920 fue nombrado interventor federal en la provincia de Mendoza; se hizo cargo del puesto el 6 de septiembre de ese año hasta el 4 de febrero de 1922, en que entregó el gobierno al gobernador electo Carlos Washington Lencinas.
Poco después obtuvo el título de abogado en la Universidad de Buenos Aires, y en el mes de marzo de ese año de 1922 fue nombrado Ministro de Agricultura y Ganadería, en medio de las discusiones sobre la creación de una empresa petrolera estatal. No asumió su cargo hasta el mes de abril, en que estuvo seguro de que sería apoyado por el presidente Yrigoyen contra las pretensiones privatistas de algunos radicales; tuvo un papel destacado en la creación de YPF, pero las discusiones sobre los alcances de las atribuciones de la empresa entre el ministro y el Congreso trabaron la acción del gobierno sobre la comercialización de petróleo hasta el final del mandato de Yrigoyen; YPF sería oficialmente creada por el sucesor de éste, Marcelo T. de Alvear. Cansado de discusiones internas, Vargas Gómez renunció en el mes de agosto de ese año.
Durante los años siguientes se dedicó a la abogacía, aunque participó activamente en la vida política correntina; en las elecciones nacionales de 1928, algunos electores correntinos votaron por él como candidato a vicepresidente de la Nación, para acompañar a Yrigoyen. Durante la década infame se opuso a cualquier arreglo con los gobiernos conservadores.
En abril de 1945 fue uno de los fundadores del Movimiento de Intransigencia y Renovación de la UCR, que se oponía a cualquier arreglo con otros partidos ante la proximidad de las elecciones nacionales. A fines de ese mismo año fue nombrado candidato a gobernador por su partido, acompañado por Justo Policarpo Villar, pero falleció de un ataque cardíaco el 30 de enero del año siguiente, antes de las elecciones que en Corrientes le darían la gobernación a su partido.